# Sd.Kfz. 260
De Sd.Kfz. 260/261 Panzerfunkwagen waren lichte radiocommunicatie voertuigen gebruikt door de Duitsers in de Tweede Wereldoorlog. Beide modellen hadden geen bewapening, behalve de wapens die de 4 bemanningsleden bij zich hadden.
De Sd.Kfz. 260 was voorzien van een radio met een lijnantenne en de 261 was voorzien van een radio voor groot bereik met een frameantenne. Tussen november 1940 en april 1943 werden in totaal 493 voertuigen in 4 series geproduceerd door de fabrieken: Weserhuette en Ritscher.
Deze voertuigen waren operationeel vanaf de lente van 1940 tot het eind van de oorlog.